# Su nombre es mujer
Su nombre es mujer es una película de Argentina en blanco y negro dirigida por Julio Irigoyen según su propio guion escrito que se estrenó el 29 de marzo de 1940 y que tuvo como protagonistas a Herminia Franco, Lea Conti y Perla Mary.

## Sinopsis
Una mujer enamorada de un médico es acosada por otro hombre y finalmente se dedica a cuidar huérfanos.

## Reparto
- Jorge Aldao
- Antonio Sureda
- Warly Ceriani
- Lea Conti
- Roberto Díaz
- Álvaro Escobar
- Herminia Franco
- Perla Mary
- Arturo Sánchez
- Enrique Vimo
- Amelia Méndez
- Julia Padín

## Comentario
La crónica de El Heraldo del Cinematografista dijo:

”La oscilante dirección y la endeblez del asunto son desventajas que estos no consiguen vender y el resultado es que las escenas más melodramáticas hacen reír al espectador desprevenido”

## Producción
El filme fue producido por Buenos Aires Film, una empresa dirigida por Julio Irigoyen que se caracterizaba por producir filmes clase “C” de muy bajo presupuesto y poca calidad artística, que en general eran historias con los personajes característicos de la ciudad: guapos prostitutas, cantores de tango, jugadores en oscuros cafetines, hipódromos y salones aristocráticos. La mayoría eran películas de gauchos o típicamente porteñas, con tango o con canciones de tierra adentro. Es dificultoso acceder a información sobre esas películas, en primer lugar porque una parte no se estrenó en Buenos Aires sino en las provincias del interior de Argentina y también en otros países de América Latina, en segundo término porque Irigoyen no conservaba los negativos y en tercer lugar por el escaso interés que tenía por ellas la prensa especializada.